# Лопырев, Геннадий Александрович
Геннадий Александрович Лопырев (24 апреля 1954 — 16 августа 2023, Рязань) — российский государственный деятель, начальник ФСО по Северо-Кавказскому федеральному округу в течение тринадцати лет (до 2016 года), генерал-лейтенант ФСО.

## Биография
В 1980-х работал в КГБ Сестрорецка, комендантом Таврического дворца.  В 1990-х  заместитель начальника ФСО в Петербурге.
В 2000-2002 гг. заместитель начальника Управления охраны по Северо-Западному федеральному округу ФСО России. В 2002-2016 гг. начальник ФСО по Северо-Кавказскому федеральному округу.
В 2003 году получил звание генерал-майора и встречался с губернатором Краснодарского края Александром Ткачевым, который поздравил его с присвоением звания.
25 ноября 2016 года задержан в Сочи по обвинению во взяточничестве. Сообщалось, что в его квартире был найден миллиард рублей наличными, а дело связано с выделением земельных участков для возведения олимпийских объектов. По данным «Кривого зеркала» мэр Сочи Анатолий Пахомов пошёл на сделку со следствием и стал свидетелем по уголовному делу, а Лопырев был задержан и, по сведениям других источников, доставлен в Москву регулярным авиарейсом. Гарнизонный военный суд арестовал Лопырева на срок до 23 января 2017 года включительно. Обвинение ему было предъявлено по ч. 6 ст. 290 УК РФ (получение взятки в особо крупном размере), своей вины обвиняемый не признал.
В ноябре 2017 года Знаменский гарнизонный военный суд приговорил Лопырева к 10 годам колонии и штрафу в размере 150 млн рублей, признав виновным в получении взятки на общую сумму в 6 миллионов рублей и незаконном хранении патронов. Суд сохранил Лопырёву генеральское звание и не стал лишать его государственных наград. Наказание отбывал в ФКУ ИК-3 УФСИН России по Рязанской области (учреждение для бывших сотрудников правоохранительных органов, работников прокуратуры и судов). Источники РБК и «Новой газеты» утверждали, что на протяжении нескольких лет он курировал строительство госрезиденций, в том числе, президентского комплекса «Бочаров ручей».
Умер 16 августа 2023 года после резкого ухудшения самочувствия.